# سمك ماندارين
سمك الماندارين (بالإنجليزية: Mandarinfish)‏ هو نوع من السمك صغير الحجم يتميز بألوان متعددة ناصعة. يوجد في الفليبين واليابان وعدة جزر في المحيط الهادي.

## انتشاره
يعيش سمك الماندارين في المناطق الساحلية غير العميقة على أعماق قد صل إلى نحو 18 متر., وهو يشغل مناطقا رملية في قاع البحر الساحلى وكذلك مناطق الطمي.
يوجد سمك الماندارين أساسا في غرب المحيط الهادي في مطقة بين الفليبين و اليابان، كما يوجد في سريلانكا في المحيط الهندي وأفريقيا وأستراليا.

## صفاته
يتميز سمك الماندارين بألوانه المختلفة الناصعة. يتحلى هذا النوع من السمك بجسم لونه أزرق تتخله شرائط ألوان حمراء وبنية. لون الرأس مائلا إلى الأخضر والأصفر وينتشر على جانبي الرأس بقع صغيرة لونها أصفر. أما البطن فتكاد أن تكون لا لون لها أو تميل إلى الأزرق الفاتح إلى الأبيض.
لا يغطي القشر جلد سمك الماندارين بل تغطيها طبقة رقيقة هلامية، تصر رائحة كريهة عند تعرضها للهواء. تلك الطبقة الهلامية تحمي السمكة من الطفيليات ومن مسببات المرض. يصل طول سمك الماندارين بين 5 إلى 8 سنتيمتر، في حين أن تكون الذكور أكبر من الإناث. يتميز الذكر بزعنفة كبيرة أمامية على الظهر.
وكما يعرف سمك الماندارين بألوانه المميزة الفريدة فيعرف أيضا بزعنفة البطن الكبيرة وعينيه المرفوعتين وفمه المدبب.

## الغذاء
يأكل سمك الماندارين اللحوم في صورة ديدان و أحياء مائية صغيرة غير فقرية.

## التكاثر

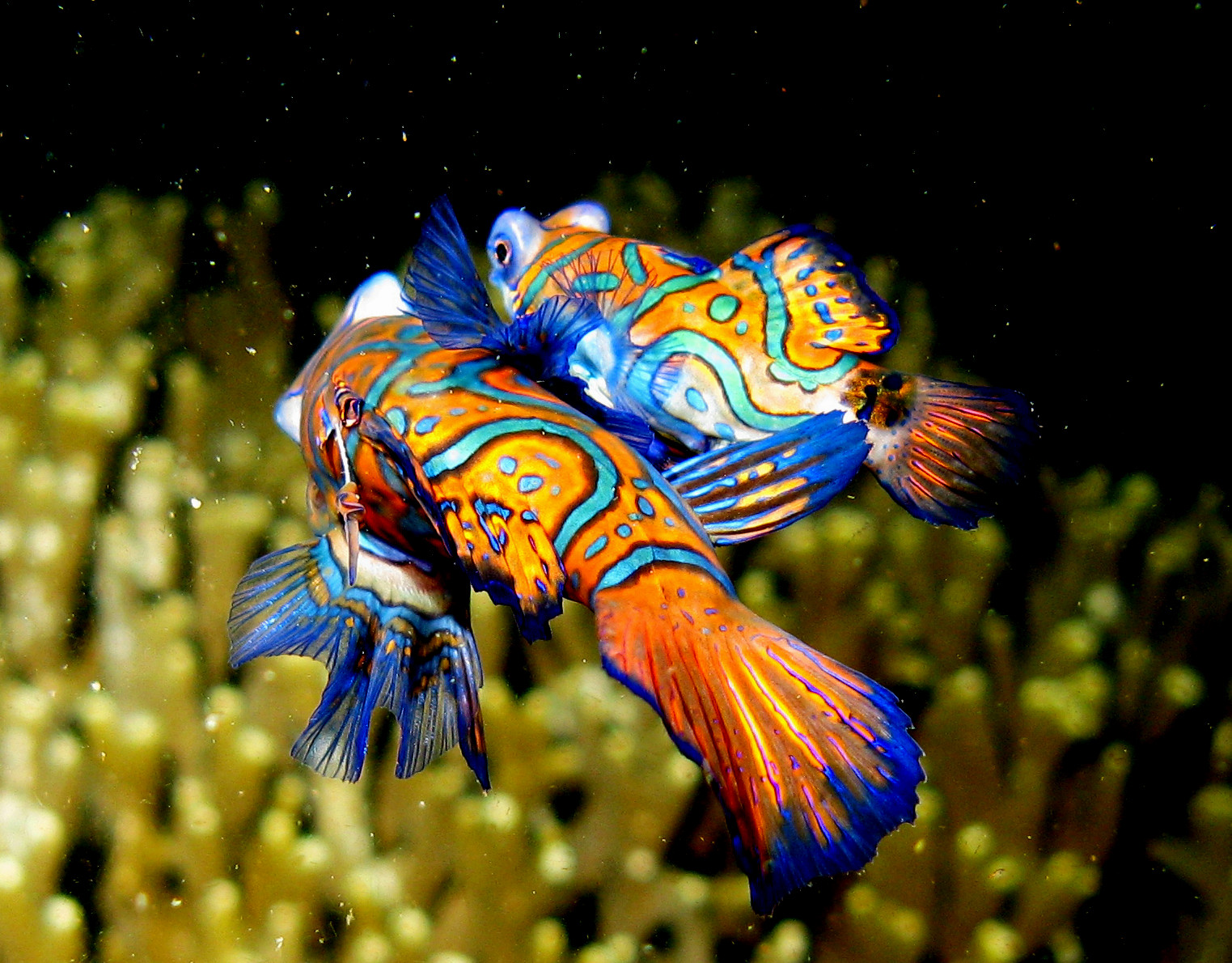
تزاوج سمكتي الماندارين

يتزاوج سمك الماندارين وقت غروب الشمس حيث يعوم الذكر حول الانثى ضاربا بزعانفة الماء لجذب انتباهها. فإذا استجابت الأنثى اقتربت من الذكر ويتقاربا جانبيا متجهين سويا نحو سطح الماء. تقترب الزعنفتين الخلفيتين للسمكتين من بعضهما مكونتان ما يشبه المغرفة فيسقط فيها البيض ويتخصب. وبعد ذلك ينفصل الزوجان ويغطسان في الماء إلى قاع البحر. تخرج الأسماك الوليدة بعد ذلك من البيض بعد 24 ساعة من التلقيح.